# Flabellariopsis
Flabellariopsis es un género monotípico de plantas con flores  perteneciente a la familia Malpighiaceae. Su única especie: Flabellariopsis acuminata (Engl.) R.Wilczek es originaria de África tropical, Uganda, Tanzania, Zaire y Camerún.

## Descripción
Son enredaderas leñosas que alcanzan los 6-12 m de longitud. Se encuentra en los bosques lluviosos y secos siempre verde y bosques ribereños; en pastizales arbolados, a una altitud de 50-2000 metros.

## Taxonomía
El género fue descrito por Rudolf Wilczek y publicado en Bulletin du Jardin Botanique de l'État  25: 304, en el año 1955.·.
Sinonimia
Sinónimo basónimo y homotípico:
- Triaspis acuminata Engl., 1900[2]

Sinónimo heterotípico:
- Brachylophon niedenzuianum Engl., 1915[2]